# Landschaftsschutzgebiet Bauernscheid
Das Landschaftsschutzgebiet Bauernscheid ein 7,9 ha großes Landschaftsschutzgebiet (LSG) westlich von Erlinghausen im Stadtgebiet von Marsberg. Das Gebiet wurde 2008 mit dem Landschaftsplan Marsberg durch den Kreistag des Hochsauerlandkreises ausgewiesen. Im Osten geht das NSG bis an das Dorf. Im Norden und Westen grenzt direkt das Landschaftsschutzgebiet Frohental vom Typ C an. Im Süden grenzt das Landschaftsschutzgebiet Freiflächen um Erlinghausen / Auf der Sandkuhle vom Typ B an.

## Beschreibung
Im Landschaftsschutzgebiet Bauernscheid befindet sich fast nur Grünland. Das Grünland wird meist mit Rindern beweidet. In einem schmalen südwestexponierten Streifen befindet sich ein kleiner, artenreicher Kalk-Halbtrockenrasen. Ein Teil dieses Magerrasens wurde vor der Ausweisung des LSG zum Neubaugebiet Bauerscheid. Der größere nördliche Teil des LSG stellt sich als hängiges und durch Feldgehölze gegliedertes Grünland dar. Laut Landschaftsplan ist das LSG Lebensraum für die Vogelfauna des strukturreichen Grünlandes.

## Schutzzweck
Die Ausweisung erfolgte zur Erhaltung, Ergänzung und Optimierung eines Grünlandbiotop-Verbundsystems in den Talauen und der Magergrünland-Gesellschaften in den Naturschutzgebieten, damit Tiere und Pflanzen Wanderungs- und Ausbreitungsmöglichkeiten behalten, und dient dem Erhalt der Vorkommen geschützter Vogelarten sowie dem Schutz artenreicher Pflanzengesellschaften.

## Rechtliche Rahmen
Das Landschaftsschutzgebiet Bauernscheid wurde als eines von 30 Landschaftsplangebieten vom Typ C, Wiesentäler und ornithologisch bedeutsames Offenland, ausgewiesen. Im Landschaftsplangebiet Marsberg gibt es auch drei Landschaftsschutzgebiete vom LSG Typ A, Allgemeiner Landschaftsschutz, wo unter anderem das Errichten von Bauten verboten ist, ferner 17 Landschaftsschutzgebiete vom LSG Typ B, Ortsrandlagen und Landschaftscharakter, wo zusätzlich Erstaufforstungen und auch die Neuanlage von Weihnachtsbaumkulturen, Schmuckreisig- und Baumschulkulturen verboten sind. Wie in den anderen 29 Landschaftsschutzgebieten vom Typ C im Landschaftsplangebiet Marsberg besteht im LSG Landschaftsschutzgebiet Frohental zusätzlich ein Umwandlungsverbot von Grünland und Grünlandbrachen in Acker oder andere Nutzungsformen. Eine maximal zweijährige Ackernutzung innerhalb von zwölf Jahren ist erlaubt, falls damit die Erneuerung der Grasnarbe vorbereitet wird. Dies gilt als erweiterter Pflegeumbruch. Beim erweiterten Pflegeumbruch muss ein Mindestabstand von 5 m vom Mittelwasserbett eingehalten werden.